# Lederzecken
Die Lederzecken (Argasidae, von altgriech. argas ‚giftiges Tier‘), auch Saumzecken, sind eine Familie der Zecken (Ixodida) innerhalb der Milben (Acari). Weltweit sind etwa 190 Arten bekannt, die vor allem in den Tropen und den Subtropen zu finden sind.

## Merkmale
Die Arten der Lederzecken erreichen Körpergrößen von drei bis vierzehn Millimetern. Im Gegensatz zu den Schildzecken (Ixodidae) besitzen die Lederzecken keinen Rückenschild. Der Kopf (Gnathosoma) ist unter den Körper eingezogen und von oben nicht sichtbar, die Cuticula ist ledrig.

## Verbreitung
Lederzecken sind Ektoparasiten und saugen Blut bei Wirbeltieren, vor allem Vögeln und Fledermäusen, aber auch vielen anderen, unter anderem Schlangen oder Eidechsen. Wenn sie nicht an ihren Wirten sitzen, findet man sie vor allem in Spalten und dem Nistmaterial ihrer Wirte, die sie nachts befallen. Die meisten Arten leben in den Nestern oder Bauten ihrer Wirte (nidicol), nicht in Nestern lebende Arten werden nur selten befallen. Ausnahme ist z. B. Argas transversus, die Galápagos-Riesenschildkröten als Wirt nutzt und dort ihren gesamten Lebenszyklus vollendet, ohne den Wirt jemals zu verlassen. Lederzecken können in Nestern von Zugvögeln die Rückkehr ihrer Wirte abwarten und deshalb sehr lange ohne Nahrung auskommen. Den Rekord hält Ornithodoros papillipes mit elf Jahren Überleben ohne Nahrungsaufnahme.
Bei ihren Blutmahlzeiten nutzen die Lederzecken jeweils verschiedene Individuen, die oft zur selben Art gehören. Es gibt aber auch wirtswechselnde Arten, vor allem dann, wenn sich mehrere potenzielle Wirtsarten ein Nest teilen.

## Lebenszyklus
Aus dem Ei der Lederzecken schlüpft eine Larve (mit drei Beinpaaren), darauf folgen mehrere Nymphenstadien (mit vier Beinpaaren), deren letztes sich zum Adulttier häutet. Alle Stadien sind blutsaugend, meist an derselben Wirtsart. Als seltene Ausnahme nehmen einige Stadien einiger Arten keine Nahrung zu sich, zum Beispiel die Larven einiger Ornithodoros-Arten oder die Imagines der Gattung Otobius. Die immaturen Stadien nehmen vor jeder Häutung meist nur jeweils einmal Nahrung auf, selten zweimal, und verlassen anschließend den Wirt und verkriechen sich in einen Schlupfwinkel. Männchen und Weibchen nehmen während ihres Lebens mehrere Blutmahlzeiten auf, nach denen das Weibchen jeweils ein Eigelege absetzen kann (bis zu sieben Mal). Im Gegensatz zu den Schildzecken dauern die Blutmahlzeiten weniger lange (30 Minuten bis zu einigen Stunden; Ausnahme: Gattung Argas).
Die Anzahl der Nymphenstadien ist zwischen den Arten, teilweise aber auch innerhalb derselben Art, variabel. Die meisten Arten besitzen drei oder vier Nymphenstadien, es kommen aber von zwei bis zu acht vor. Oft benötigen die Männchen eine Häutung weniger als die Weibchen, um die Geschlechtsreife zu erlangen.
Bei den Lederzecken findet die Befruchtung des Weibchens abseits des Wirts in der Umgebung (meist im Bau oder Nest des Wirts) statt. Die Tiere finden sich gegenseitig durch Signalstoffe (Pheromone). Diese wirken häufig schon auf ältere Nymphen. Eine als Pheromon wirksame Substanz ist das im Kot enthaltene Guanin.

## Lederzecken als Krankheitsüberträger
Als Blutsauger können Lederzecken auch diverse Krankheiten übertragen. Zu den wichtigsten Vogelparasiten gehört dabei etwa die Persische Lederzecke (Argas persicus), die die Vogelspirochätose überträgt, sowie weitere Arten der Gattung Argas, wie zum Beispiel die Taubenzecke. Unter Schweinen können sie die ASP übertragen.
Für Menschen spielt besonders Ornithodorus moubata eine große Rolle, die in einigen Gebieten Afrikas vorkommt und dort das Zeckenrückfallfieber überträgt. Sie lebt in dem Geflecht der Grashütten und kann sich dort massenhaft vermehren. In einigen Gebieten haben sich die Bewohner angewöhnt, in regelmäßigen Abständen ihre Häuser zu verbrennen, um den Zeckenbefall zu reduzieren. Das Zeckenrückfallfieber wird im Mittelmeergebiet meist durch Ornithodorus erraticus und in Amerika durch Ornithodorus turicata übertragen. Weitere Arten, die als Parasiten von Mensch oder Nutztieren bedeutsam erscheinen, sind Otobius megnini und Ornithodoros lahorensis.

## Systematik
Die Anzahl und Abgrenzung der Gattungen innerhalb der Lederzecken ist zwischen verschiedenen Wissenschaftlern sehr umstritten. „Die Zeckentaxonomie der Argasidae ist im Tumult, sie ergab konkurrierende Gattungsklassifikationen, die untereinander enorm verschieden sind“. Für nicht weniger als 133 der 193 anerkannten validen Arten ist der Gattungsname umstritten. Eine allgemein anerkannte Aufstellung der Gattungen ist deshalb unmöglich. Die aktuelle Referenzliste führt folgende Gattungen:
- Antricola: Fledermausparasiten
- Argas: v. a. Vogel- und Fledermausparasiten, u. a. die Taubenzecke (Argas reflexus), 61 Arten
- Ornithodoros (gelegentlich abweichend als Ornithodorus geschrieben): 112 Arten
- Nothoaspis: monotypisch, die einzige Art Nothoaspis reddelli ist Fledermausparasit[4]
- Otobius: 2 Arten

Äußerst umstritten ist insbesondere der Status und gegebenenfalls die Abgrenzung der Gattung Carios.

## Fossilbeleg
Der älteste fossile Nachweis einer Lederzecke ist eine Larve, die in kreidezeitlichem Bernstein aus New Jersey gefunden wurde. Die Art ist rezenten Arten äußerst ähnlich.